# Đoàn Nhật Tiến
Đoàn Nhật Tiến (sinh năm 1955) là một sĩ quan cấp cao trong Quân đội nhân dân Việt Nam, hàm Trung tướng, là Giám đốc Viện khoa học và công nghệ quân sự,

## Thân thế sự nghiệp
Đoàn Nhật Tiến sinh trưởng trong một gia đình ở Hà Nội gồm 5 người. Cha ông là ông Đoàn Mạnh Nghi (1920-1997) là đại tá Quân đội nhân dân Việt Nam, từng tham gia chiến đấu trong chiến dịch Điện Biên Phủ. Mẹ ông là bà Phan Thị Ngọc Bích (sinh năm 1925) là cán bộ nhà nước đã nghỉ hưu.
Năm 1972, ông thi đỗ Đại học Kỹ thuật Quân sự, khoá 7.
Năm 1973, sau 1 năm học đại cương, đạt kết quả xuất sắc, ông được cử đi học Trường Hải quân Ba Cu, Liên Xô chuyên ngành "điều khiển tên lửa".
Năm 1979, ông tốt nghiệp Đại học và được tặng thưởng huy chương vàng. (Tính đến năm 2012, Quân chủng Hải quân mới có 03 đ/c tốt nghiệp huy chương vàng).
Những năm đầu thập kỷ 80 ông công tác tại tiểu đoàn 679, Quân chủng Hải quân. Sau đó ông được điều động về Cục Kỹ thuật Hải quân, giữ các chức vụ phó phòng quân khí, trưởng phòng quân khí, cục phó cục kỹ thuật Hải quân.
Ông tốt nghiệp Thạc sĩ chuyên ngành "chỉ huy tham mưu kỹ thuật" tại Học viện Kỹ thuật Quân sự
Năm 2007 ông được bổ nhiệm về làm Phó Tham mưu trưởng Tổng cục kỹ thuật.
Năm 2009, ông được bổ nhiệm làm Phó Chủ nhiệm Tổng cục kỹ thuật
Năm 2010, ông giữ chức Giám đốc Viện khoa học và công nghệ quân sự.
Năm 2015, ông nghỉ hưu.
Thiếu tướng (2010), Trung tướng (2014)